# Riyad Mahrez
Riyad Karim Mahrez (arabisch رياض محرز, DMG Riyāḍ Maḥraz; * 21. Februar 1991 in Sarcelles, Frankreich) ist ein algerischer Fußballspieler, der bei Al-Ahli in Saudi-Arabien unter Vertrag steht.

## Karriere

### Verein
Riyad Mahrez wurde in Sarcelles bei Paris geboren und spielte in der Jugend bei seinem Heimatverein AAS Sarcelles. Mit 18 Jahren ging er in die Bretagne nach Quimper und spielte ein Jahr mit dem FC Quimper in der Amateurliga, bevor er sich dem Le Havre AC anschloss. In der Saison 2010/11 war er in der zweiten Mannschaft Stammspieler in der Offensive und mit 13 Toren erfolgreich. Deshalb wurde er im Jahr darauf in die Zweitligamannschaft aufgenommen. Bereits am ersten Spieltag kam er als Einwechselspieler zu seinem Profidebüt. Danach kam er erst am Saisonende wieder durchgängig zum Einsatz. Ein Tor gelang ihm nicht, dafür spielte er zwei Klassen tiefer in der Reserve ähnlich erfolgreich wie im Vorjahr.
Ab der Spielzeit 2012/13 spielte er dann endgültig in der Profimannschaft und wurde in 34 der 38 Saisonspiele eingesetzt. In seinem ersten richtigen Profijahr erzielte er vier Tore und bereitete sechs weitere vor.
In der folgenden Saison erhielt Riyad Mahrez zu Beginn der Rückrunde ein Angebot von Leicester City, dem Tabellenführer der 2. englischen Liga (Football League Championship). Für 400.000 Euro wechselte Mahrez nach England und unterschrieb einen Vertrag bis 2017. Er kam in fast jeder Partie der Rückrunde zum Einsatz und war mit drei Toren und fünf Vorlagen am Aufstieg in die Premier League als Ligameister beteiligt.
Im Verlauf der Premier-League-Saison 2015/16 hatte Mahrez 33 Einsätze, in denen er mit 17 Toren und 10 Vorlagen an knapp der Hälfte der Tore Leicester Citys direkt beteiligt war. Am 24. April 2016 wurde er dafür von der Professional Footballers’ Association zu Englands Spieler des Jahres gewählt, wobei er sich gegen seinen Teamkollegen Jamie Vardy und Harry Kane von Tottenham Hotspur durchsetzte. Leicester wurde überraschend Englischer Meister und qualifizierte sich für die UEFA Champions League.
Zur Saison 2018/19 wechselte Mahrez zu Manchester City. Er unterschrieb beim amtierenden Meister einen Vertrag mit einer Laufzeit bis zum 30. Juni 2023.
Im Sommer 2023 wechselte er nach Saudi-Arabien zu Al-Ahli. Am 3. Mai 2025 stand er mit Al-Ahli im Finale der AFC Champions League Elite, das man mit 2:0 gegen den japanischen Vertreter Kawasaki Frontale gewann.

### Nationalmannschaft
Ende 2013, als Riyad Mahrez noch mit Le Havre in der unteren Hälfte der französischen zweiten Liga spielte, wurde er erstmals für die algerische Fußballnationalmannschaft ins Gespräch gebracht. Nach seinem erfolgreichen Wechsel nach England wurde zur unmittelbaren Vorbereitung des Teams auf die Fußball-Weltmeisterschaft 2014 in den Kreis der 30 WM-Kandidaten eingeladen. Im Vorbereitungsspiel gegen Armenien am 31. Mai 2014 gab er sein Debüt im Nationaltrikot. Nach einem weiteren Einsatz gegen Rumänien wurde er Anfang Juni in den 23-Mann-Kader für die WM aufgenommen.

## Titel und Auszeichnungen
International
- Afrika-Cup-Sieger: 2019
- Champions-League-Sieger: 2023

England
- Meister (5): 2016 (Leicester City), 2019, 2021, 2022, 2023 (alle Manchester City)
- Pokalsieger (2): 2019, 2023
- Ligapokalsieger (3): 2019, 2020, 2021
- Zweitligameister und Aufstieg in die Premier League: 2014

Al-Ahli
- AFC Champions League Elite-Sieger: 2024/25

Auszeichnungen
- Nominierung für den Ballon d’Or: 2016, 2019, 2021, 2022
- Englands Fußballer des Jahres: 2016
- BBC African Footballer of the Year: 2016
- Afrikas Fußballer des Jahres: 2016